# Sant Hipòlit de Voltregà
Sant Hipòlit de Voltregà település Spanyolországban, Barcelona tartományban. Lakosainak száma 3687 fő (2024).

## Földrajza
Sant Hipòlit de Voltregà Les Masies de Voltregà községgel határos.

## Népesség
A település lakosságának változását az alábbi diagram mutatja:
| Lakosok száma | 1381 | 1430 | 1885 | 2574 | 3022 | 3150 | 3447 | 3446 | 3484 | 3687 |
|               | 1717 | 1887 | 1936 | 1960 | 1986 | 2004 | 2009 | 2014 | 2019 | 2024 |